# Фарэуэй-Хилл
«Фарэуэй-Хилл» (англ. Faraway Hill) — первая в истории телевидения мыльная опера, которая транслировалась на DuMont Television Network со 2 октября 1946 года по 18 декабря 1946 года. В центре сюжета находилась овдовевшая женщина из Нью-Йорка, которая переезжает в небольшой городок к родственникам, где знакомится с мужчиной, который, однако, уже помолвлен с другой.
Мыльная опера «Фарэуэй-Хилл» снималась в прямом эфире и бюджет эпизода был около $ 300. Сериал выходил на ныне несуществующей телесети DuMont, которая также вошла в историю телевидения будучи первой коммерческой сетью США. Каких-либо кадров сериала не сохранилось, так как запись на плёнку появилась лишь в 1947 году.